# Potrero de la Vainilla
Potrero de la Vainilla är en ort i Mexiko.   Den ligger i kommunen Badiraguato och delstaten Sinaloa, i den västra delen av landet, 1 100 km nordväst om huvudstaden Mexico City. Potrero de la Vainilla ligger 1 174 meter över havet och antalet invånare är 131.
Terrängen runt Potrero de la Vainilla är kuperad åt sydväst, men åt nordost är den bergig. Runt Potrero de la Vainilla är det mycket glesbefolkat, med 6 invånare per kvadratkilometer. Närmaste större samhälle är Mesa del Durazno, 18,1 km öster om Potrero de la Vainilla. I omgivningarna runt Potrero de la Vainilla växer i huvudsak blandskog.